# Ichneumon gavisicolor
Ichneumon gavisicolor là một loài tò vò trong họ Ichneumonidae.